# 弗雷德里克港和约
弗雷德里克港和约（瑞典語：Freden i Fredrikshamn），或称哈米纳和约（芬蘭語：Haminan rauha），是瑞典和俄国为结束芬兰战争于1809年9月17日在弗雷德里克港（现在一般按芬兰语称哈米纳）签订的和约。

## 条款
根据条约瑞典把拉普兰省部分地区、西博滕省的托尔讷河及穆奧尼奧河以东的地区、奥兰及这些地区以东所有的省份割让给俄国。这些割让的土地组成为附属于俄罗斯帝国之下的芬兰大公国。1812年，俄罗斯把在18世纪征服的卡累利阿，包括新地及萨沃的一小部分（这些地区后来称为“旧芬兰”）并入芬兰大公国。弗雷德里克港和约连同波爾沃議會的召开（1809年）和主权誓言一起组成了自治大公国及其自己单独的行政和机构的基石，并从此启动了芬兰文化的复兴及芬兰语平等地位的取得，并最终导致了芬兰在1917年取得独立。